# Daisy Cornwallis-West
Daisy, Principessa di Pless (Mary Theresa Olivia; nata Cornwallis-West; Ruthin Castle, 28 giugno 1873 – Wałbrzych, 29 giugno 1943), fu una nota bellezza mondana dell'età edoardiana.

## Biografia

### Infanzia
Nata Mary Theresa Olivia Cornwallis-West nel Castello di Ruthin nel Denbighshire in Galles, era la figlia del Col. William Cornwallis-West (1835-1917) e di sua moglie Mary "Patsy" FitzPatrick (1856-1920). Suo padre, nato William West, era nipote di John West, II conte De La Warr. Sua madre era una figlia del Reverendo Frederick FitzPatrick e Lady Olivia Taylour, figlia del II Marchese di Headfort.

### Matrimonio
L'8 dicembre 1891, a Londra, sposò Hans Heinrich XV, Principe di Pless, Conte di Hochberg, Barone di Fürstenstein (1861-1938), uno dei più ricchi eredi dell'impero germanico, diventando la padrona del Castello di Fürstenstein e del Castello di Pless in Slesia.
Ebbero tre figli:
- Hans Heinrich XVII, IV Principe di Pless (1900-1984)
- Alexander, V Principe di Pless (1905-1984)
- Conte Bolko Konrad Friedrich di Hochberg (1910-1936)

La Principessa di Pless fu una Dama dell'Ordine di Teresa di Baviera e dell'Ordine di Isabella la Cattolica di Spagna, e fu insignita della Decorazione della Croce Rossa tedesca.

### Vita successiva

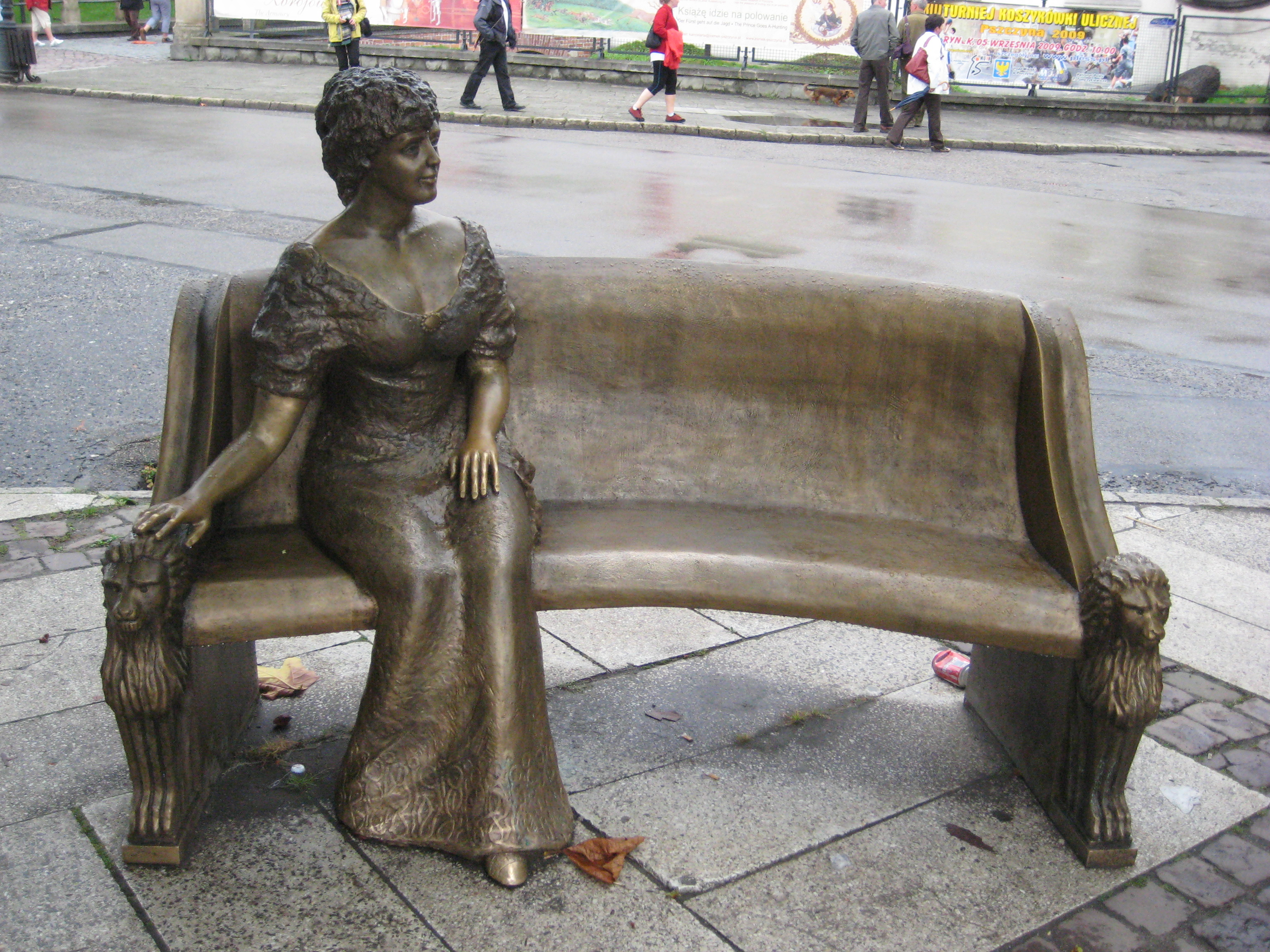
Memoriale a Daisy a Pszczyna in Polonia

Durante il suo matrimonio Daisy, nota in tedesco come Fürstin von Pless, divenne una riformatrice sociale e militava per la pace con i suoi amici Guglielmo II, Imperatore Germanico e Re Edoardo VII del Regno Unito. Durante la prima guerra mondiale servì da infermiera. Dopo il suo divorzio a Berlino il 12 dicembre 1922 pubblicò una serie di memorie che furono ampiamente lette sia nel Regno Unito, che negli Stati Uniti, che, in lingua tedesca, nell'Europa continentale.
Hans Heinrich sposò come sua seconda moglie, a Londra il 25 gennaio 1925, Clotilde de Silva y González de Candamo (1898-1978). Da questo matrimonio ebbe due figli, ma fu annullato nel 1934. Successivamente Clotilde sposò il suo figliastro, Bolko, e fu la madre dell'unico nipote di Daisy e Hans Heinrich. Il fratello di Daisy George sposò nel 1900 Jennie Churchill, la madre di Winston Churchill, come sua prima moglie, e dopo il loro divorzio nel 1914 Mrs. Patrick Campbell. Sua sorella, Constance, sposò nel 1901 Hugh Grosvenor, II duca di Westminster, e dopo il divorzio si sposò nel 1920 con James FitzPatrick Lewes.

### Morte
Daisy, Principessa di Pless, morì nel 1943 in condizioni di relativa povertà a Waldenburg, attuale Wałbrzych, in Polonia.